# M10 (Russland)
Die M10 Rossija (russisch Россия; „Russland“) ist eine Fernstraße föderaler Bedeutung in Russland. Sie beginnt in Moskau mit der Abzweigung der Leningrader Chaussee (Leningradskoje schosse) vom Leningrader Prospekt (Leningradski prospekt), kreuzt den Moskauer Autobahnring (MKAD) und führt in nordwestlicher Richtung über Twer und Weliki Nowgorod nach Sankt Petersburg. Die Straße ist Teil der Europastraße 105. Der Abschnitt zwischen Moskauer Autobahnring und Kirillowka (etwa 12 km) mit den beiden Abzweigungen zum Flughafen Scheremetjewo (5 und 6 km) ist als Autobahnähnliche Straße ausgebaut.
Früher war auch die Weiterführung von Sankt Petersburg über Wyborg bis zur Staatsgrenze nach Finnland (zugleich Teil der Europastraße 18) Teil der M10, wurde jedoch 2010 als Fernstraße A181 Skandinawija ausgegliedert. Bis zum 31. Dezember 2017 durfte auch dort die frühere Nummer M10 alternativ verwendet werden.
Neben dem teilweisen Ausbau der M10, der vor einigen Jahren begann, ist eine völlig neu trassierte Autobahn zwischen Moskau und Sankt Petersburg entstanden, die die Nummer M11 erhalten hat.

## Transsibirien-Highway
Die Fernstraße M10 ist Teil des nicht offiziellen Straßennamens Transsibirien-Highway von St. Petersburg nach Wladiwostok.